# Toutvenant
Toutvenant is de naam van de onbewerkte delfstof die wordt opgebaggerd in zand- en grindwinningsplassen. Ook bij het, ten behoeve van dagbouw, verwijderen van deklagen komt in bepaalde gebieden toutvenant vrij dat als zodanig kan worden verkocht.
Deze grondstof bestaat uit korrels van uiteenlopende grootte, van zeer klein (fijn zand) tot zeer grof (keien).
Het toutvenant dient daarom nog gesorteerd te worden (classificeren), waarbij verschillende fracties ontstaan, zoals ophoogzand, metselzand, betonzand, fijn en grof grind. Ook kan het nodig zijn om de grootste keien te breken. Dit proces vindt plaats in een brekerij.